# Кошкин, Михаил Петрович
Михаил Петрович Кошкин (10 октября 1954 года, Виноградово, Красногорский район, Удмуртия — 13 ноября 2019 года) — депутат Государственной Думы второго созыва. Министр Сельского хозяйства и продовольствия Удмуртской Республики.

## Биография
Михаил Петрович родился 10 октября 1954 года в деревне Виноградово Красногорского района Удмуртии в многдетной семье, был четвертым ребенком. После смерти родителей ему было 13 лет, воспитывался в детском доме интернате. Окончил Ижевский сельскохозяйственный институт. Работал техником-электриком совхоза "Селеговский", был секретарем парткома в учебном хозяйстве "Июльское" и председателем колхоза имени Фрунзе в Воткинском районе. В 1987-1990 годы был первым секретарем Воткинского райкома КПСС. Министр сельского хозяйства и продовольствия республики. Депутат Государственной Думы Российской Федерации второго созыва. Был женат (ноябрь, 1979) на Кошкиной Надежде. Трое дочерей: Наталья (1980), Ольга (1985), Елена (1988). .